# Gods of Desolation
Gods of Desolation (englisch für ‚Götter der Verwüstung‘) ist ein Konzeptalbum der belgischen Funeral-Doom-Band Inframonolithium.

## Geschichte
Die Entstehung von Gods of Desolation schloss an die Veröffentlichung des Albums The Lightless im Mai 2019 an. Erste Hinweise auf das Album gab van Cauter im Februar 2023 mit der Veröffentlichung eines T-Shirts im Design des kommenden Albums. Da Inframonolithium als Soloprojekt von Stijn van Cauter geführt wurde und die Musik in seinem Heimstudio Templa Libitina autark komponiert und eingespielt wurde, sind exakte Schreib- und Aufnahmezeiträume nicht publik. Techniker und Produzenten blieben ausgeschlossen. 

## Albuminformationen
Gods of Desolation wurde als das dritte Studioalbum der Band am 29. März 2023 über Void Overflow als Musikdownload mit vier separaten Stücken veröffentlicht.
Das Album besitzt eine Gesamtspielzeit von 49:48 Minuten. In der zur Verfügung gestellten Print-on-Demand-Variante gab van Cauter das Album mit entsprechender Aufbereitung als CD heraus.

### Titelliste
1. One Who Once Dreamt: 7:50
2. One Who Prays to the Void: 15:34
3. One Who Waits for Death: 17:15
4. And One Mired in Sorrow: 9:08

### Gestaltung
Die Gestaltung des Albums übernahm van Cauter selbst. Das digital gestaltete Covermotiv zeigt drei mit ihren Spitzen nach unten gerichtete Pyramiden, die frei im Raum einer stilisierten gelben Wüstenlandschaft schweben. Jede der drei Pyramiden zeigt je drei Gesichter, eines zu jeder Seite sowie eines zum Betrachter gewandt. Eines der Gesichter jeder Pyramide ist ein Totenschädel. Das zentrale Gesicht trägt einen mit einer Kette versehenen Ring durch die Augenhöhlen.

### Stil und Konzept
Das als Musikdownload veröffentlichte Funeral-Doom-Album wird von Stijn van Cauter als „Raw Funeral Doom“ kategorisiert, sowie als eine symphonische „kalte Reise in die Reiche der Leere, und des schreienden Nichts“ beschrieben. Das Album widmet sich in dem mit Inframonolithium durchgehend verfolgten philosophischen Überbau eines nicht weiter erläuterten phantastischen Szenarios.

„Surges of darkness wash into the mind, wave after wave, until there’s nothing left to resist the pull towards those monoliths, those portals into the void.“

„Welle auf Welle, strömen Wogen der Dunkelheit in den Verstand, bis nichts mehr übrig ist, um dem Sog zu diesen Monolithen, diesen Portalen in die Leere zu widerstehen.“

Das gesamte Werk der Band Inframonolithium ist auf ein zusammenhängendes Konzept hin ausgerichtet, dem sich die einzelnen Veröffentlichungen unterordnen. Der exakte Zusammenhang des Konzeptes wird von van Cauter jedoch nicht erläutert. Deutlich wurde, dass es sich um ein metaphysisch aufgeladenes Fantasy-Konzept handelt.
Die Stücke von Gods of Desolation sind auf die vier namensgebenden Göttern der Verwüstung ausgerichtet: Den einen, der einst träumte, (One Who Once Dreamt) einen der die Leere anbetete (One Who Prays to the Void), einen der auf den Tod wartete (One Who Waits for Death) und einen der im Kummer versinkt (And One Mired in Sorrow). Die Texte der Stücke sind derweil nicht. Bereits das vorherige Album The Lightless befasste sich mit einem ähnlichen Konzept und war auf Figuren des metaphysisch aufgeladene Fantasy-Konzept, die von einem Gott der Lügen beeinflusst und getäuscht worden seien.